# Masdevallia carmenensis
Masdevallia carmenensis är en orkidéart som beskrevs av Carlyle August Luer och Malo. Masdevallia carmenensis ingår i släktet Masdevallia och familjen orkidéer. Inga underarter finns listade i Catalogue of Life.